# Hohes Haus (Konstanz)

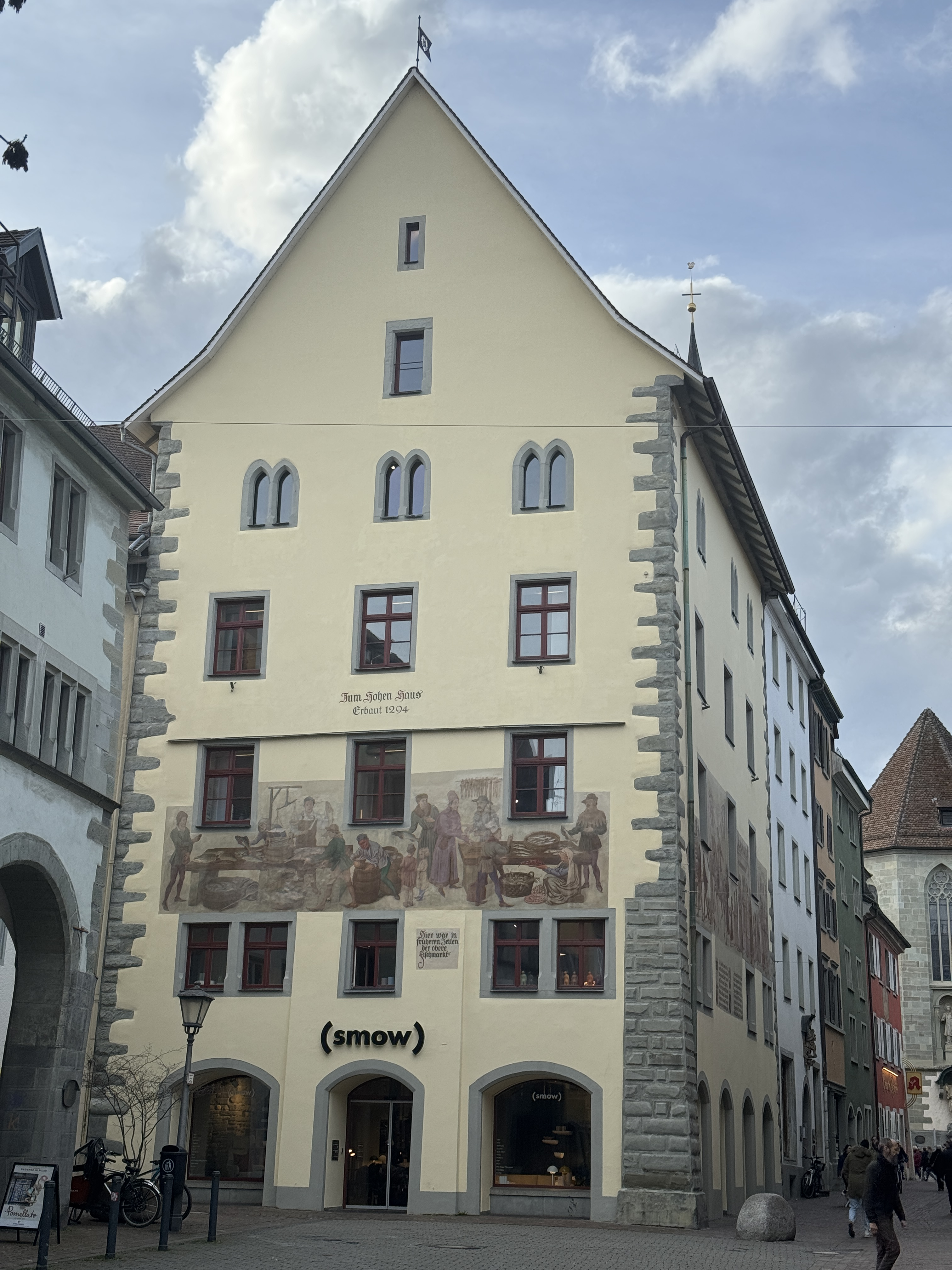
Zollernstraße 29

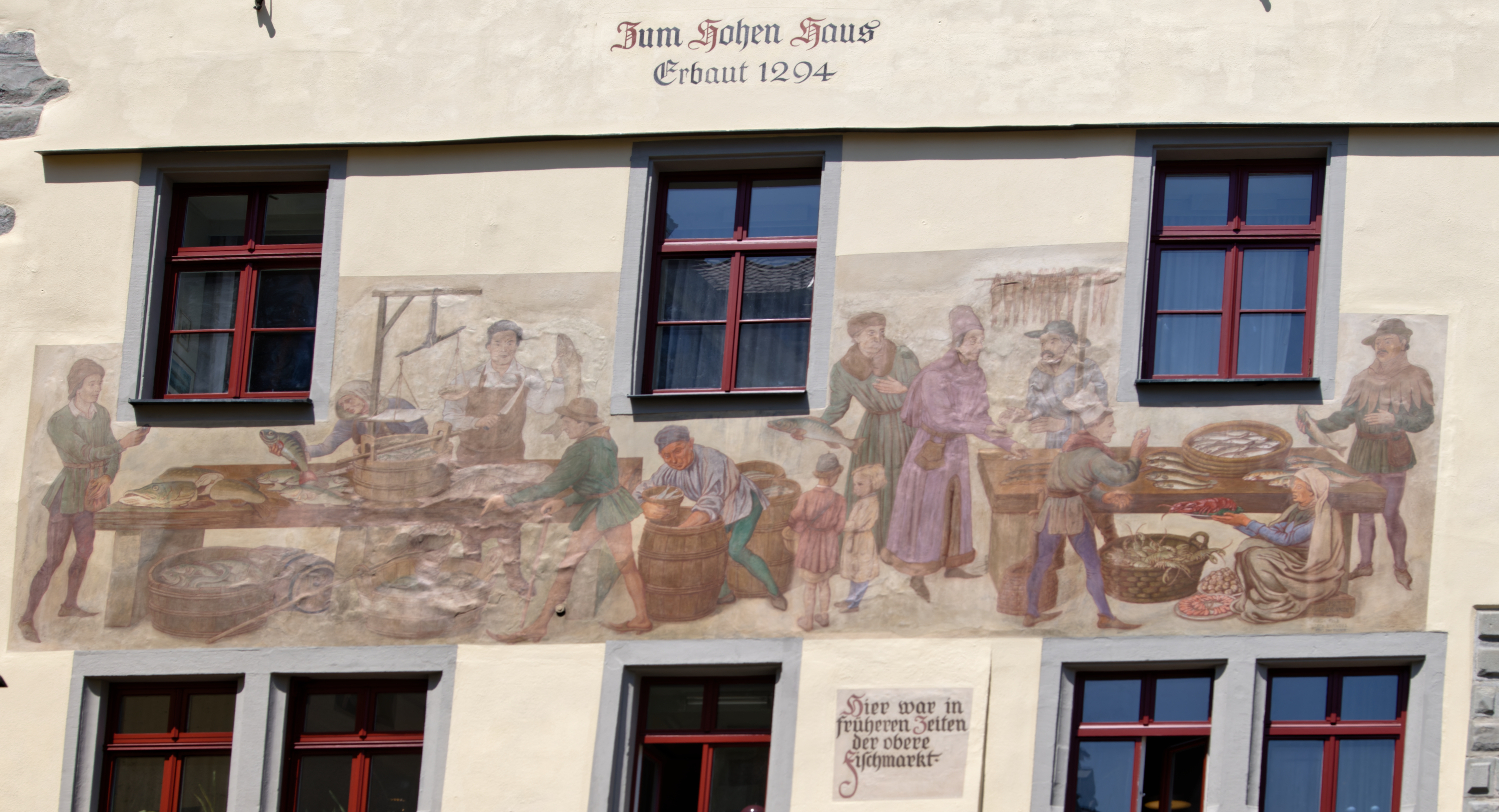
Wandbild von August Brandes, 1935

Das Hohe Haus ist ein spätmittelalterliches Gebäude in Konstanz. 
Das Gebäude wurde als Wohnhaus der Patrizierfamilie von Tettighofen 1294 erbaut. Das markante Gebäude ist ein Beispiel der gotischen Wohnarchitektur. Es überragt mit seinen fünf Stockwerken die meisten spätmittelalterlichen Häuser der Konstanzer Altstadt deutlich und prägt den Anblick des vor ihm liegenden Fischmarktes. Herauszuheben ist, dass das Gebäude bis zum Dachstuhl gemauert ist während die Wohnarchitektur dieser Zeit größtenteils vom Fachwerk geprägt ist. Zum Zeitpunkt seiner Errichtung war es das höchste Profangebäude der Stadt.
Während des Konstanzer Konzils residierte im Hohen Haus Friedrich von Hohenzollern, einer der engsten Verbündeten von König Sigismund. Das Gebäude wird mehrfach in der Richenthalchronik, einer der zentralen Quellen zum Verlauf des Konzils, erwähnt.
Im 17. Jahrhundert ging es in den Besitz des Domkapitels über und war in den nächsten Jahrhunderten Amtshaus verschiedener geistlicher Gesellschaften. Seit 1830 befindet sich das Gebäude wieder in Privatbesitz. Seither befanden sich im Erdgeschoss und ersten Stockwerk diverse Geschäfte. Von 1918 bis 1956 war in den oberen Stockwerken ein Lehrlingsheim als preiswerte Unterkunft für auswärtige Lehrlinge untergebracht.
Ein 1935 von August Brandes geschaffenes Wandgemälde ist eins der prägnantesten Werke der nationalsozialistischen Kunst im öffentlichen Raum. Auf der Giebelseite ist eine Handelsszene auf dem Fischmarkt abgebildet. Die Traufseite zeigt die Hochzeit des Grafen Ludwigs des II. von Liegnitz und der Prinzessin Elisabeth von Brandenburg, die während des Konstanzer Konzils im Hohen Haus geschlossen wurde. Diese prägnanten Szenen, die auf die mittelalterliche Geschichte des Platzes verweisen, sind ein beliebtes Foto- und Postkartenmotiv.
1966 brannte das Gebäude vollständig aus. In den folgenden Jahren wurde es aufwendig restauriert und mit einem völlig neuen Innenausbau versehen.